# مایکل پک
مایکل پَک (به انگلیسی: Michael Pack) (زاده ۱۹۵۴ در نیویورک) فیلمساز محافظه‌کار آمریکایی است که از ژوئن ۲۰۲۰ به عنوان مدیر عامل اجرایی سازمان رسانه‌های جهانی ایالات متحده تعیین شده‌است.

## حرفه
در ژوئن سال ۲۰۱۸ اعلام شد که رئیس‌جمهور ایالات متحده آمریکا دونالد ترامپ قصد دارد پک را به عنوان مدیر اجرایی سازمان رسانه‌های جهانی ایالات متحده معرفی کند، که ناظر بر رسانه‌هایی چون صدای آمریکا (VOA) است. نخستین نشست پرسش و پاسخ رای اعتماد پک در ۱۹ سپتامبر ۲۰۱۹ برگزار شد. در ۸ مه ۲۰۲۰، سناتور جیم ریش نسبت به تعیین جلسه رای اعتماد به او در کمیته روابط خارجی اقدام کرد. نامزدی پک جنجالی بود. زیرا انتقاد منتقدین این بود که مأموریت صدای آمریک با گماشتن یک محافظه‌کار مناقشه برانگیز به عنوان رئیس سازمان، به خطر می‌افتد.
پک با استیو بنن، بنیانگذار وبگاه راست افراطی برایتبارت نیوز همکاری کرده‌است. در سال ۲۰۱۹، پک مستندی دربارهٔ کلارنس توماس قاضی محافظه کار دیوان عالی ایالات متحده آمریکا تهیه و کارگردانی کرد.